# Le Collectionneur de vierges
Le Collectionneur de vierges est une œuvre dramaturgique du béninois Florent Couao-Zotti, écrivain, auteur de romans, de nouvelles, de pièces de théâtre et de bandes dessinées. Le livre sort en 2004 aux Éditions Ndzé et compte 76 pages.

## Résumé
Le collectionneur de vierges est l'histoire de la jeune Bintou tiraillée entre son désir de liberté et ses responsabilités vis a vis de sa famille. C'est une pièce qui raconte le fossé entre la tradition et la modernité. Le livre se résume en quelques mots : Bintou doit elle se marier avec le richissime vieux Agbon et devenir par ricochet son énième épouse vierge ou doit elle suivre son cœur et sa liberté en restant avec Issa, jeune comme elle mais fauché comme du blé. Argent ou amour? pauvreté ou richesse?,,.

## Réception critique
La pièce a été représentée à de nombreuses reprises notamment  le vendredi 28 octobre 2016 sur la scène du Fitheb Migratoire. Elle a aussi été à l'affiche au festival Afrithéâtre en France. Alice Granger Guitard dans un article sur le livre dit que cette pièce de théâtre est admirable à plusieurs niveaux notamment  au niveau de la langue qui est très belle, très imagée et au niveau de la nudité de la tragédie. Aristide Agbonagban, comédien béninois dit que cette pièce dénonce en réalité un mal social au Bénin, en Afrique et dans le monde: Le détournement de mineur.